# فرانك روكفلر
فرانك روكفلر (بالإنجليزية: Frank Rockefeller)‏ هو شخصية أعمال أمريكي، ولد في 8 أغسطس 1845، وتوفي في 15 أبريل 1917 في كليفلاند في الولايات المتحدة.